# Amambay megye
Amambay  egy megye Paraguayban. A fővárosa Pedro Juan Caballero.

## Földrajz
Az ország északi részén található. Megyeszékhely: Pedro Juan Caballero

## Települések
Három szervezeti egységre oszlik:
1. Bella Vista
2. Capitán Bado
3. Pedro Juan Caballero